# 塞尔翁 (涅夫勒省)
塞尔翁（法語：Cervon，法語發音：[sɛʁvɔ̃]）是法国涅夫勒省的一个市镇，属于克拉姆西区。

## 地理
塞尔翁（47°14'27"N, 3°45'20"E）面积54.06 平方千米，位于法国勃艮第-弗朗什-孔泰大區涅夫勒省，该省份为法国中部省份，北至约讷省，西北接卢瓦雷省，西接谢尔省，南至阿列省，东南接索恩-卢瓦尔省，东临科多尔省。
与塞尔翁接壤的市镇（或旧市镇、城区）包括：马尼洛尔姆、科尔比尼、洛尔姆、蒙特勒永、约讷河畔穆龙、萨尔迪莱塞皮里、沃克莱。

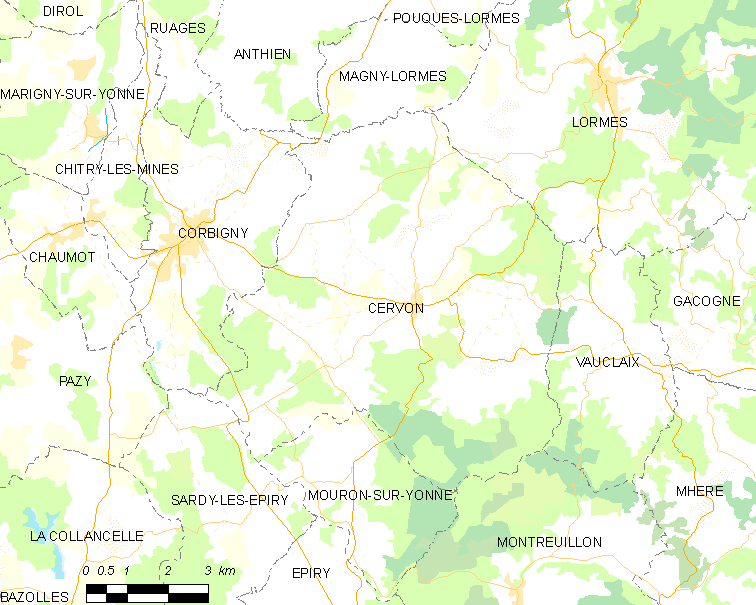
的OSM定位图

塞尔翁的时区为UTC+01:00、UTC+02:00（夏令时）。

## 行政
塞尔翁的邮政编码为58800，INSEE市镇编码为58047。

## 政治
塞尔翁所属的省级选区为科尔比尼县。

## 人口

1962-2008年间人口变化图示

塞尔翁于2022年1月1日时的人口数量为594人。